# Аркадій (Карпинський)
Єпископ Аркадій (в миру Аркадій Костянтинович Карпинський; 26 січня 1851, Новоград-Волинський — †17 (30) серпня 1913, Новгородська губернія) — український релігійний та освітній діяч у Російській імперії, Єпископ Російської православної церкви (безпатріаршої). Християнський місіонер у Киргизстані та Узбекистані. Ректор Могилівської духовної семінарії.

## Життєпис
Народився в сім'ї священика. Навчався в Дерманському духовному училищі.
1873 р. — закінчив Волинську духовну семінарію; 28 червня 1877 р. — закінчив Московську духовну академію зі ступенем кандидата богослов'я.
Мав право викладати в будь-якій духовній семінарії зі ступенем магістра.
1879–1889 рр. — викладав катехизм та літургіку (у 1881–1885 рр. географію) у 3-4 класах Клеванського (колишнього Дерманського) духовного училища.
У вересні 1879 р. — влаштував гуртожиток для учнів, які вчилися за кошти єпархії, а вже 1 листопада відкрив лікарню для учнів, поповнив бібліотеку. За клопотання викладачів Клеванського духовного училища від 10 вересня 1881 р. А. К. Карпинському оголошена подяка, затверджена резолюцією архієпископа Волинського Димитрія (Муретова).
1879 р. — наказом Сенату затверджений у чині надвірного радника, у 1883 — колезький радник, у 1887 — статський радник.
1884—1889 рр. — голова будівничого комітету Клеванського духовного училища. 1888-го — влаштував при училищі храм.
На початку 1887 р. — став удівцем.
Указом Синоду від 5 вересня 1889 р. — призначений на посаду інспектора Могилівської духовної семінарії, одночасно викладав Священне Писання у 5-му класі семінарії.
1891—1893 рр. — ректор Могилівської духовної семінарії.
20 березня 1893 р. — пострижений у чернецтво з іменем «Аркадій» на честь преподобного Аркадія Константинопольського. 21 березня рукоположений в ієродиякони, 25 березня — в ієромонаха.
20 березня — 6 вересня 1893 — член Могилівської єпархіальної училищної ради, 25 жовтня 1893 — травень 1895 рр. — голова ради.
Рішенням Синоду 6 вересня 1893 р. призначений ректором Волинської духовної семінарії, але через місяць переведений ректором Могилевської духовної семінарії.
17 жовтня зведений у сан архімандрита й очолив Єпархіальну училищну раду.
26 травня 1895 р. — ректор Новгородської духовної семінарії. З 14 червня — настоятель Антонієва Римлянина монастиря. Виконував обов'язки цензора Новгородських єпархіальних відомостей. Був товаришем голови ради Новгородського єпархіального братства св. Софії.
16 вересня 1896 р. — призначений єпископом Балахнінським, вікарієм Нижньогородської єпархії, настоятелем нижньогородського Печерського монастиря.
6 жовтня 1896 р. — хіротонія.
Був головою Нижньогородської єпархіальної училищної ради, нижньогородських єпархіальних братств св. Хреста та св. благовірного князя Георгія.
9 листопада 1897 р. — єпископ Туркестанський та Ташкентський.
19 травня 1898 — 22 лютого 1903 рр. — дійсний член імператорського Палестинського товариства.
11 листопада 1901 р. — голова Туркестанського єпархіального комітету Православного місіонерського товариства.
На прохання єпископа Аркадія, Синод дозволив корінним жителям краю, мусульманам, відвідувати православні храми під час богослужінь в їхніх національних костюмах.
Стараннями Аркадія в єпархії було відкрито 22 нових приходи, 20 приходських шкіл, облаштований чоловічий Ісик-Кульський монастир.
19 вересня 1901 р. — жіноча Ташкентська Миколаївська община отримала статут гуртожитного монастиря — першої в Туркестані жіночої обителі.
З 18 грудня 1902 р. — єпископ Рязанський та Зарайський.
Під час російсько-японської війни виступав ініціатором збору коштів на потреби фронту.
У липні 1906 р. звільнений від управління єпархією на 2 місяці у зв'язку із хворобою. 1 жовтня відпустка була продовжена на місяць. Наказом Синоду від 3 листопада 1906 звільнений на покій до Валдайського Іверського монастиря.
Помер 17 серпня у Валдайському Іверському монастирі.